# Gustave Chaudey
Ange Gustave Chaudey (Vesoul, 1817 – Parigi, 23 maggio 1871) è stato un politico e giornalista francese.

## Biografia
Avvocato e capo-redattore del giornale repubblicano Le Siècle, al colpo di Stato di Luigi Bonaparte fuggì in Svizzera. Rientrato in Francia nel 1853 a seguito di un'amnistia, si stabilì a Parigi nel 1856 divenendo l'amico, il discepolo prediletto e l'esecutore testamentario di Pierre-Joseph Proudhon, che egli difese nel processo cui fu sottoposto nel 1858 a seguito della pubblicazione dell'opuscolo De la justice dans la Révolution et dans l'Église. Nel 1866 difese anche i giovani blanquisti del Café de la Renaissance. Tra gli imputati vi erano Gustave Tridon, Raoul Rigault, Charles Longuet e Eugène Protot.
Membro della I Internazionale dal settembre 1865, se ne allontanò l'anno dopo ma partecipò al congresso di Ginevra del 1867, dove sostenne l'alleanza tra proletariato e borghesia, essendo quest'ultima – a suo giudizio – la più adatta a governare e a favorire anche il progresso sociale dei lavoratori.
Sindaco del IX arrondissement nel settembre 1870 e poi, da novembre, sindaco aggiunto di Parigi, oppositore delle forze che volevano l'instaurazione della Comune, fu accusato tra gli altri dal giornale Le Père Duchêne di avere ordinato alla guardia mobile di sparare sui manifestanti che assediavano l'Hôtel de Ville, il 22 gennaio, per protesta contro la conduzione della guerra da parte del governo. Ci furono una cinquantina di morti, tra i quali il comandante dei battaglioni della guardia nazionale del XIX arrondissement Théodore Sapia.
Proclamata la Comune, per qualche tempo non fu disturbato, finché l'11 aprile il giornale blanquista Le Père Duchêne chiese la sua punizione. Chaudey rispose sul Siècle di assumersi «la responsabilità di aver difeso l'Hôtel de Ville da un attacco a mano armata». Arrestato il 14 aprile, fu fucilato la notte del 23 maggio su ordine di Raoul Rigault. Non sono mai state trovate prove delle sue effettive responsabilità nella sparatoria del 22 gennaio.

## Scritti
- De la formation d'une véritable opposition constitutionnelle, Paris, Amyot, 1848